# Yrjö Kajava
Yrjö Henrik Kajava, född 2 december 1884 i Tammela, död 21 mars 1929 i Helsingfors, var en finländsk anatom.
Kajava blev student 1904 samt medicine doktor och docent i makroskopisk anatomi vid Helsingfors universitet 1914, e.o. professor i anatomi 1921 samt utnämnd till innehavare av en rörlig professur i ämnet 1924. 